# Karotten-Prinzip

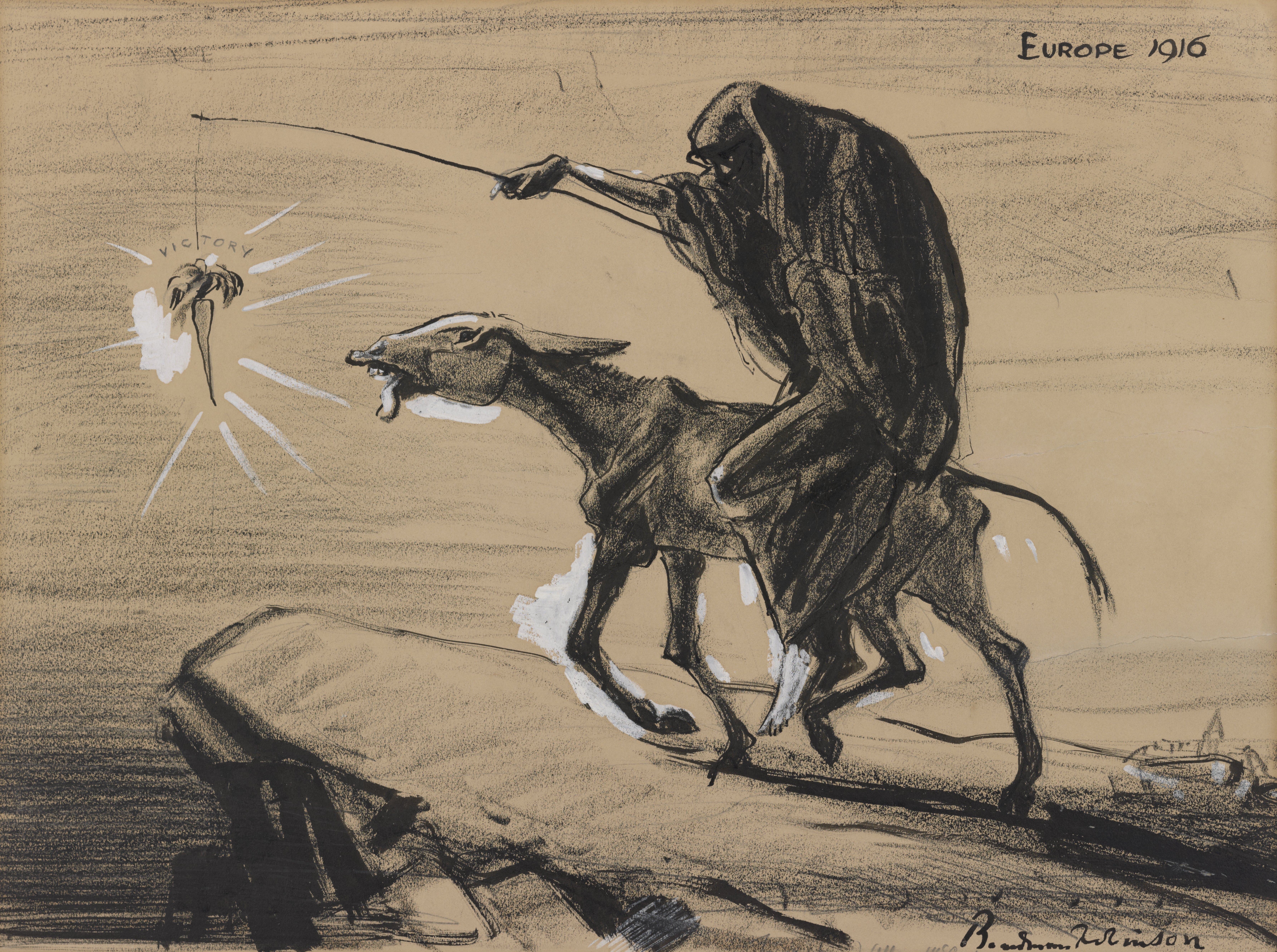
Ein Anti-Kriegs-Cartoon von Boardman Robinson (1876–1952) aus dem Jahr 1916: Der Tod reitet einen ausgemergelten Esel (Europa) in den Abgrund, indem er ihm eine Karotte (victory „Sieg“) vor die Nase hält.

Das Karotten-Prinzip (auch Möhren-Prinzip, Esel-Karotte(Möhre)-Prinzip, Karotte(Möhre)-Esel-Prinzip oder in freier, sprichwörtlicher Formulierung dem Esel eine Karotte vor die Nase halten) ist ein negativ konnotierter, metaphorischer Begriff, der im Management, der Motivationspsychologie und den Medien Verwendung findet.

## Metapher
Die sprichwörtliche Metapher beschreibt, dass einem Esel als Anreiz eine Karotte – sichtbar, aber nicht erreichbar – vors Maul gehalten wird, um ihn dazu zu bringen, eine Last zu tragen/ziehen oder in eine bestimmte Richtung zu laufen. Das stereotype Bild des Esels zeigt ihn dabei als störrisch, faul und dumm. Das Sprichwort beschränkt sich auf diese bildliche Darstellung und gibt nicht an, ob sich der Esel daraufhin bewegt – oder nicht.
Diese vereinfachende Sichtweise ist weder mit der langen Geschichte des Esels als Haustier des Menschen noch mit seinem biologischen Verhalten zu vereinbaren.

## Das Prinzip in der Motivationspsychologie
Der „Esel“ steht für eine Person – oder eine Gruppe von Personen –, die von außen motiviert werden soll. Die „Karotte“ stellt das Mittel zur Motivation dar – einen Anreiz, eine potenzielle Belohnung.

### Zu erwartende Resultate
In dieser Situation kann man mehrere Ergebnisse erwarten:
- Die Motivation funktioniert und die Person führt die von ihr verlangten Aufgaben aus.
  - Nach der Erledigung der Aufgaben erhält die Person die in Aussicht gestellte Belohnung.
    - Die Person führt nach einmaliger Belohnung weitere, nicht besonders belohnte Aufgaben aus.
    - Die Person wurde durch die Belohnung konditioniert und erwartet nun die Ansage weiterer Belohnungen, ehe sie die nächsten Aufgaben ausführt.

  - Nach der Erledigung der Aufgaben erhält die Person die in Aussicht gestellte Belohnung nicht. Sie wird aber erneut in Aussicht gestellt.
    - Die Person führt trotz Ausbleibens der Belohnung weitere Aufgaben aus – in der Hoffnung auf doch noch erfolgende Belohnung.
    - Die Person fühlt sich betrogen und verweigert die Ausführung weiterer Aufgaben.
- Die Motivation funktioniert nicht, und die Person führt die von ihr verlangten Aufgaben nicht aus, da das gewählte Motivationsmittel nicht geeignet war oder aus einem anderen Grund von der zu motivierenden Person nicht angenommen wird.

### Strategien und Fehlstrategien
Wie die erwarteten Resultate darlegen, kann das Karotten-Prinzip auch am erwünschten Erfolg vorbeiführen oder sogar missbraucht werden.
- Der Motivierende wählt die Belohnung nach seinen eigenen Kriterien aus, und auch die Belohnung passt wiederum in seine eigene Langzeitstrategie, die aber nicht die Strategie des zu Motivierenden ist. Dabei kann es vorkommen, dass der zu Motivierende das in Aussicht Gestellte nicht als Belohnung, sondern als Nachteil wahrnimmt.[7]
  - Beispiel: Eine lukrative Position im Ausland wird in Aussicht gestellt, der zu Motivierende will aber nicht im Ausland leben.
- Der Motivierende nutzt den zu Motivierenden aus, indem er ihn in einer Wanting-Situation hält: Die Belohnung wird zwar versprochen, aber die Lieferung der Belohnung wird immer wieder hinausgeschoben.[8] Im Extremfall wird der zu Motivierende tolerant: Er weiß, dass er die Belohnung nie erhalten wird und führt Aufgaben minimalistisch aus.[8]
  - Beispiel: Einer Person mit Zeitvertrag wird ein unbefristeter Vertrag in Aussicht gestellt, der aber immer wieder durch andere Argumente verschoben wird und nicht zustande kommt.
- Die Motivation wurde mehrfach durchgeführt, die Belohnung mehrfach erhalten, aber eine weitere Motivation zur Steigerung wird immer schwerer oder ist nicht mehr möglich, da der zu Motivierende „gesättigt“ ist.[9]
- Der zu Motivierende selber ist das Problem, indem er in Selbstmotivation jeder möglichen Belohnung – erreichbar oder unerreichbar – nachläuft und sich dabei bis zum Burnout verausgabt.[10]

## Verwendung
Das Karotten-Prinzip ist eine Möglichkeit, in abfälliger Weise der Abhängigkeit von einer Sache, dem blinden Folgen einer Versprechung, generell dem Nachgehen einer Tätigkeit in der Hoffnung, dafür etwas zu erhalten, Ausdruck zu verleihen. Beispiele sind Wahlversprechen, das Marketing von Künstlern gegenüber deren Fans, Situationen in der Arbeitswelt, Vertragsverhandlungen usw.

## Verwendung in anderen Sprachen

Carrot and stick, d. h. „Zuckerbrot und Peitsche“

Die Metapher findet auch in anderen Sprache ihre Verwendung.
- Das Karotten-Prinzip entspricht im Englischen der Redewendung carrot on a stick („Karotte am Stock“). In einer Variante, der Redewendung carrot and stick (wörtlich „Karotte und Stock“) findet sich eine weitere „Verstärkung der Motivation“ durch zusätzliche Bedrohung: Dem Esel baumelt einerseits die Karotte vor Augen und hinter ihm wird der Stock hochgehalten, mit dem er im Falle von Strafe geschlagen wird. Die deutschsprachige Entsprechung ist „Zuckerbrot und Peitsche“.
- Auch im Französischen wird diese Unterscheidung gemacht. „Dem Esel eine Karotte hinhalten“ ist la carotte devant l'âne.[15] Bei la carotte ou le bâton[16] liegt die Betonung auf Belohnung oder Strafe.